# Exeristes roborator

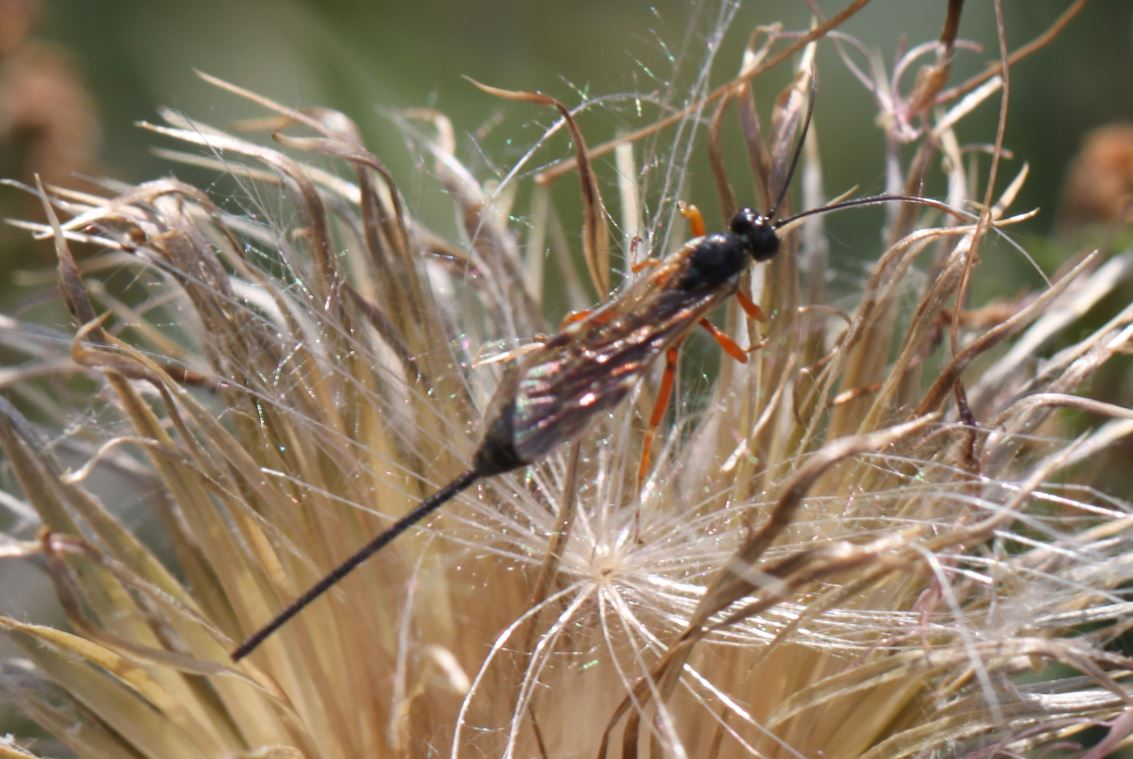

Exeristes roborator ist eine Schlupfwespe aus der Tribus Ephialtini innerhalb der Unterfamilie der Pimplinae. Die Art wurde von dem Entomologen Johann Christian Fabricius im Jahr 1793 als Ichneumon roborator erstbeschrieben. Sie ist die Typusart der Gattung Exeristes.

## Merkmale
Die mittelgroßen Schlupfwespen sind überwiegend schwarz gefärbt. Die Weibchen erreichen eine Länge von 14 mm. Die Fühler der Weibchen sind zum apikalen Ende hin rötlich gefärbt. Die Beine sind gelbrot bis rot gefärbt. Die vorderen und mittleren Coxae sind schwarz, während die hinteren Coxae bei den Weibchen meistens rot gefärbt sind. Die etwa 7 mm langen Vorderflügel weisen ein dunkles Pterostigma sowie ein Areolet auf. Die Scheide des gewöhnlich gerade nach hinten gerichteten Legestachels (Ovipositor) der Weibchen ist 1,4 mal so lang wie die Vorderflügel.

## Verbreitung
Exeristes roborator ist in der westlichen Paläarktis heimisch. In Europa ist die Art hauptsächlich im Mittelmeerraum verbreitet. Im Norden reicht das Vorkommen bis nach Fennoskandinavien. Die Art fehlt auf den Britischen Inseln. Im Süden reicht das Vorkommen offenbar bis nach Ostafrika (Kenia), im Osten bis in den Mittleren Osten (Iran). In Kanada, auf Guam, in Puerto Rico sowie in den Vereinigten Staaten wurde Exeristes roborator zur biologischen Schädlingsbekämpfung eingeführt.

## Lebensweise
Die Schlupfwespen beobachtet man hauptsächlich im August und Anfang September. Exeristes roborator gilt aufgrund seines breiten Wirtsspektrums als ein Generalist. Exeristes roborator wird zur biologischen Schädlingsbekämpfung eingesetzt. Es gibt verschiedene Studien zum Parasitierungsverhalten der Art. Die Schlupfwespenlarven sind idiobionte Ektoparasitoide. Zu den Wirten gehören die Larven folgender Rüsselkäfer: Cryptorhynchus lapathi, Larinus cynarae, Larinus scolymi, Larinus sturnus und Lixus cardui. Weitere Wirte bilden verschiedene Raupen der Wickler (Tortricidae) mit Pseudococcyx turionella und Rhyacionia buoliana sowie der Glasflügler (Sesiidae) mit Pyropteron affine, Synanthedon formicaeformis und Synanthedon myopaeformis. Als weitere Wirtsarten werden genannt: Ostrinia furnacalis, Ostrinia nubilalis aus der Familie der Crambidae sowie Pectinophora gossypiella und Phthorimaea operculella aus der Familie der Gelechiidae. Ferner parasitieren die Schlupfwespen die Larven verschiedener Gallwespen, darunter Andricus kollari, Barbotinia oraniensis, Biorhiza pallida, Diplolepis fructuum, Diplolepis rosae und Diplolepis mayri. Da dies im Fall von Diplolepis rosae und Diplolepis mayri in früherer Zeit nicht beobachtet wurde, könnte dies ein Hinweis auf eine Änderung im Parasitierungsverhalten der Art darstellen. Die überwiegende Anzahl der geschlüpften Schlupfwespen aus diesen Gallen waren Männchen, ein Indiz, dass diese Wirte offenbar weniger präferiert werden als andere.

## Taxonomie
In der Literatur findet man u. a. folgende Synonyme:
- Ichneumon instigator Rossi, 1790